# Rafael Hernández
Rafael V. Hernández Moore (16 aprile 1964) è un ex cestista portoricano.

## Carriera
Con Porto Rico ha disputato i Campionati americani del 1989.